# Paracamptus schmeili
Paracamptus schmeili är en kräftdjursart som först beskrevs av Mrazik 1894.  Paracamptus schmeili ingår i släktet Paracamptus och familjen Canthocamptidae. Inga underarter finns listade i Catalogue of Life.